# HC Prešov Penguins
HC Prešov Penguins – słowacki klub hokejowy z siedzibą w Preszowie.

## Dotychczasowe nazwy
- Snaha Prešov (1928-1932)
- Slávia Prešov (1932-1953)
- ČSSZ Prešov (1953-1964)
- Tatran Prešov (1964-1968)
- VZJ Dukla Prešov (1968-1970)
- ZPA Prešov (1970-1994)
- Dragon Prešov (1994-1997)
- HK VTJ Prešov (1997-1998)

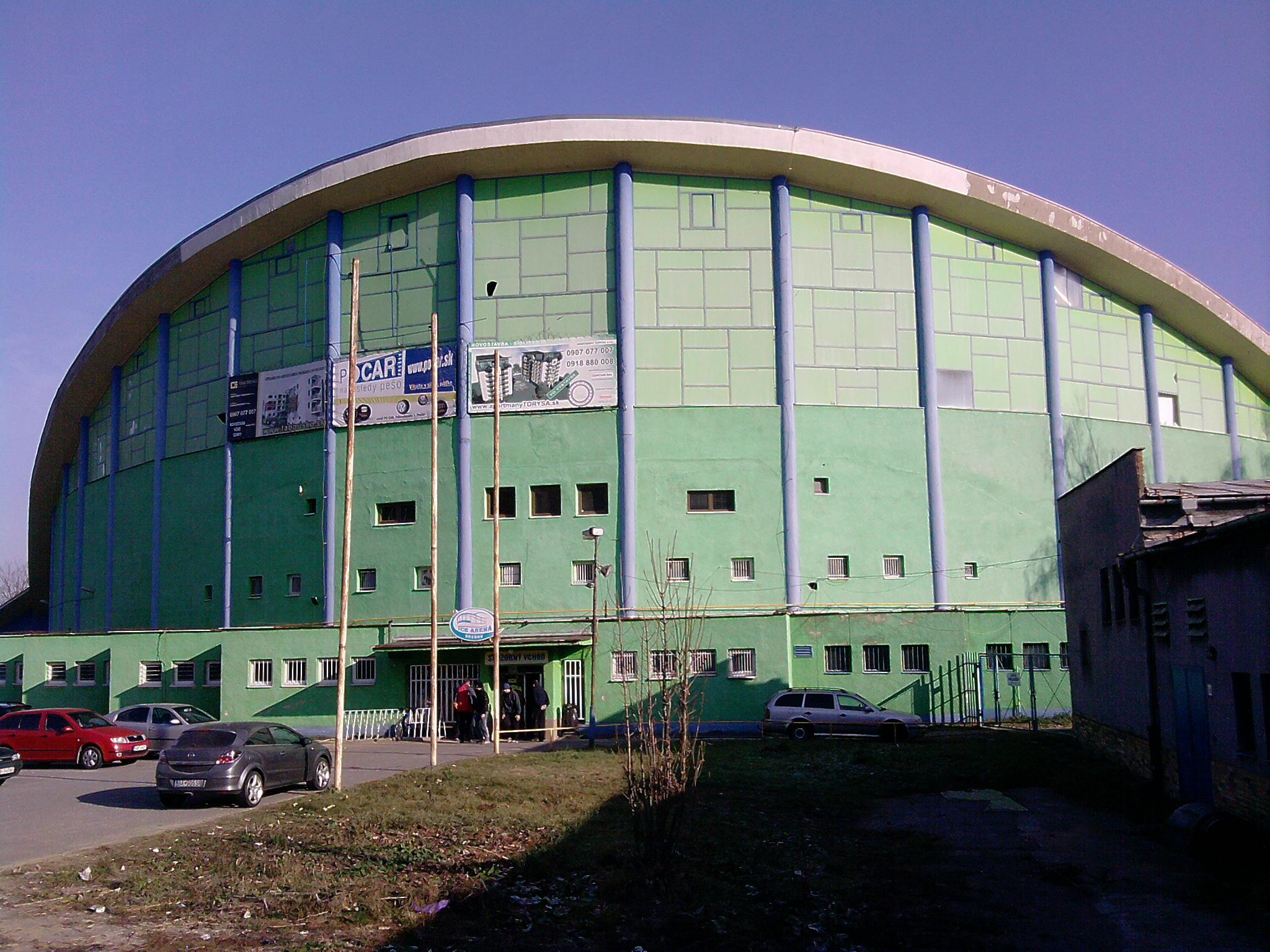
Lodowisko

- HK VTJ Farmakol Prešov (1998-2003)
- PHK Prešov (2003-2005)
- HK Lietajúce kone Prešov (2005-2007)
- HC 07 Prešov (2007-)
- PHK 3b Prešov (2014-)
- HC Prešov Penguins (2015-)

## Sukcesy
- Puchar Tatrzański: 1941
- Puchar „Autosanu”: 1979[4]
- Awans do ekstraligi: 1998

## Zawodnicy
Wychowankami klubu są Štefan Jabcon, Igor Liba, Jaroslav Obšut, René Pucher, Peter Pucher, Michal Segľa, Milan Staš, Martin Štrbák, Anton Tomko, Branislav Fábry, Ján Vodila, Tomáš Valečko, Vladislav Baláž, Vladimír Mihálik, Jaroslav Janus. W klubie występowali też Ladislav Nagy, Peter Hurtaj. Obecnie w klubie gra m.in. Ľubomír Caban.